# Areias (Justinópolis)
Areias é um subdistrito anexado ao distrito de Justinópolis em Ribeirão das Neves, Região Metropolitana de Belo Horizonte. Localiza-se a norte do centro de Justinópolis e tem acesso principal pela Av. Gávea, Rua Pedro Leopoldo e Estrada de Areias.

## Origem
De acordo com o Plano de Regularização Fundiária de Ribeirão das Neves elaborado em 2009, o chamado "Povoado de Areias" levou esse nome devido a sua proximidade com o Ribeirão Areias, rio que corta o distrito de Justinópolis e deságua no Ribeirão da Mata.
Em 1943, Fazenda das Neves (atual Ribeirão das Neves) passa a pertencer ao município de Pedro Leopoldo (cidade em que o Povoado de Areias se encontrava) e, após tratativas políticas, Neves é emancipada em 12 de dezembro de 1953. Por fim, foi decidido a anexação de Campanhã (com o nome alterado para Justinópolis) no território da nova cidade com a inclusão do Povoado de Areias (com o nome alterado para Areias) em seu território.
O primeiro loteamento da região de Areias, sob controle nevense, foi o Senhora Santana, em 1977, com 282 lotes possuindo, inicialmente, apenas iluminação pública e energia elétrica. Em 1978 é aprovado pela Prefeitura, o segundo parcelamento da região, o Santa Margarida 1ª Seção, com 363 lotes de 360 metros quadrados, com serviços de transporte coletivo, iluminação pública e energia elétrica e, parcialmente, água encanada e coleta de esgoto. Em 1979 a região recebeu a 2ª seção do parcelamento Santa Margarida, com 61 lotes de 360 metros quadrados.

## Atualidade
É dividido em Areias de baixo e Areias de Cima (ou somente Areias).
A região de Areias conta com bom acesso à empregabilidade, devido a existência de empresas no entorno e pela facilidade de acesso a Belo Horizonte, Vespasiano, Santa Luzia, entre outros municípios. Desde a criação da Cidade Administrativa de Minas Gerais nas proximidades a localidade tem recebido maiores investimentos empresariais.
Quanto ao comércio da região, é possível encontrar drogarias, supermercados e mercearias, hortifrutis, auto peças e mecânicas, lojas de produtos agropecuários e veterinários, depósitos de materiais de construção civil, posto de gasolina e lava jatos, academias, padarias, salões de beleza, restaurantes, lanchonetes e bares, lojas de roupas e acessórios, corretoras de imóveis, banca de jornais, papelarias, entre outros de atendimento cotidiano.

### Fatos notórios
Em março de 2013 a ocupação Tomás Balduíno se instalou na região e cerca de 300 famílias passaram a viver no local. Houve tentativas de reintegração de posse, porém a prefeitura de Ribeirão das Neves e o governo estadual propuseram a suspensão dos mandados, a fim de que se buscasse uma solução dialogada e pacífica para o conflito. A ocupação é formada principalmente de pessoas advindas de regiões carentes da capital mineira que mudaram com o objetivo de obter melhores condições de moradia, construir uma casa própria e a possibilidade de conseguir empregos no entorno. Desenvolveram, como meio de sustento, empreendimentos de agricultura urbana e montaram estabelecimentos comerciais.
Em 2019, o vereador Léo de Areias propôs a separação de Areias e Justinópolis, elevando-o a distrito, contudo a proposta foi rejeitada. Ao todo, 16 bairros do distrito de Justinópolis seriam incorporados a Areias: Areias, Areias de Baixo, Santana I, Santana II, Santa Margarida, Esperança, Menezes, Girassol, Mizonguê, Landi I, Landi II, Severina, Tocantins, Cristal, Alto dos Menezes e Pedra Branca. Representantes dos bairros Esperança, Menezes e Girassol contestaram o projeto.